# Gaute Ormåsen
Gaute Ormåsen (Brumunddal, 20 aprile 1983) è un cantante norvegese.

## Biografia
Gaute Ormåsen si è fatto conoscere dopo aver partecipato a Idol, dove si è classificato 2º. È salito alla ribalta col primo album in studio New Kid in Town (2003), arrivato alla 2ª posizione della VG-lista e certificato oro dalla IFPI Norge per le 25 000 copie vendute; il disco contiene la hit Chasing Rainbows, numero uno in hit parade e certificata doppio platino.
L'LP successivo, G for Gaute (2006), ha esordito al 9º posto nella graduatoria norvegese, venendo certificato oro per le 15 000 unità equivalenti. Due anni più tardi è ritornato sulle scene musicali col terzo LP, intitolato Drømmesang, progetto con cui ha scalato la classifica nazionale fino alla 17ª posizione.
Oss imellom (2010) è diventato il quarto album dell'interprete a entrare la top 40.

## Discografia

### Album in studio
- 2003 – New Kid in Town
- 2006 – G for Gaute
- 2008 – Drømmesang
- 2010 – Oss imellom

### Raccolte
- 2016 – Kjærlighet er mer enn forelskelse - 15 beste

### Singoli
- 2006 – Kjærlighet er mer enn forelskelse
- 2010 – To som vart by (con Kaia Huuse)
- 2012 – Hei sommer!
- 2012 – Kamilla og Sebastian
- 2014 – Hide
- 2015 – Smak av deg
- 2017 – Oslo sover aldri
- 2017 – Saganatt (con Robin og Bugge)
- 2018 – Alvinas trollharmoni
- 2018 – Patriot-Paula
- 2020 – Tusenvis av lysglimt (con Marie Klåpbakken)
- 2020 – Jul uten bæssfar
- 2021 – Tempo Corvette
- 2022 – Sommartider
- 2023 – Kråkevisa (con Solli)
- 2024 – Hjem (con Maria Arredondo)
- 2024 – En aller siste skål